# Sociedad de masas

## Origen del término

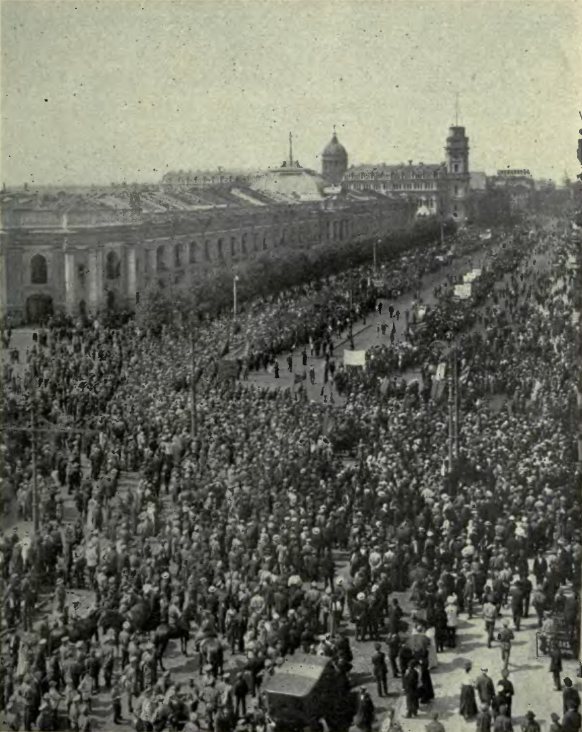
Sociedad de masas

El concepto de masa aparece a raíz de la Revolución francesa, y de la consiguiente consciencia que adquirieron los ciudadanos de los privilegios que tenía el clero y la nobleza: se consideraba como parte de la masa, pues, a cualquiera que no formara parte de los estamentos políticos, sociales y económicos tradicionales de la época. En la teoría política, el término se usaba para expresar la preocupación de estas mismas élites por el cambio dramático que se había producido desde la Revolución: en 1789, la Asamblea Nacional de Francia aprobó la Declaración de los Derechos del Hombre y del Ciudadano. En este documento, entre otras cosas, se abolía el feudalismo, los diezmos y los privilegios señoriales, y se reconocía la igualdad para ocupar cargos públicos y hacer frente a impuestos y penas. En conclusión, los derechos hasta entonces exclusivos de la élite social se vieron reducidos. La visión pesimista de las altas clases sociales hacia la nueva situación se expresaba en expresiones como «tiranía de la mayoría» u «oclocracia» (‘gobierno de la muchedumbre’).
Posteriormente, durante el siglo XIX, también se utilizaba el término de sociedad de masas para describir al conjunto de la sociedad, con motivo de las tendencias igualitaristas del período de la Revolución industrial, que socavaban los valores de axiología tradicionales del Antiguo Régimen o sociedad preindustrial. Más ampliamente, el término puede aplicarse a cualquier sociedad dominada por la cultura de masas, los medios de comunicación de masas, la sociedad de consumo de masas y las instituciones impersonales de gran escala.

## Las nuevas ciudades y la sociedad de masas

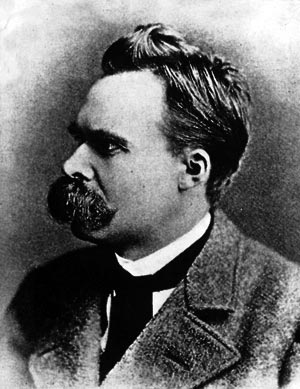
Nietzsche

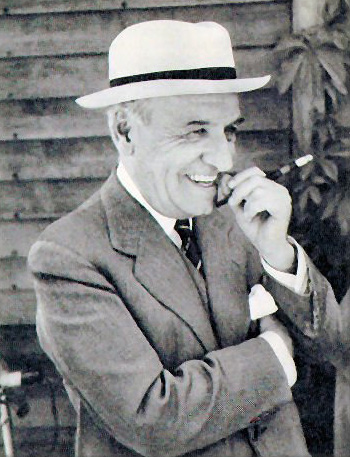
José Ortega y Gasset

A finales del siglo XIX, el término sociedad de masas se refería a la sociedad como una masa de individuos indiferenciados, de la que formarían parte como átomos. En el siglo XX, la neomarxista Escuela de Frankfurt desarrolló un enfoque crítico de la sociedad de masas, entendiéndola como una sociedad de individuos alienados mantenidos unidos por la cultura industrial que servía a los intereses del capitalismo. Según su punto de vista, el control debía pertenecer a las masas y no a la burguesía, que coartaba la libertad de expresión del «hombre masificado». Contrariamente, el enfoque aristocrático, que contaba con [[Friedrich]] como máximo representante, consideraba que eran los intelectuales los que debían dirigir la sociedad, y no los «mediocres». Existen otras teorías de la sociedad de masas, como por ejemplo la expresada por el filósofo español José Ortega y Gasset en su libro La rebelión de las masas (1929). En este ensayo, diferencia tres conceptos. El primero de ellos es la sociedad-masa, homogénea a causa de la abundancia económica, el desarrollo tecnológico y la igualdad política. Según la óptica marxista, esto era debido a la proletarización de los individuos, aunque la teoría de la sociedad de masas lo atribuía a la influencia de los medios de comunicación. En segundo lugar, Ortega y Gasset definía el hombre-masa, un individuo sin tradiciones, valores ni individualidad o autonomía. Por último, introdujo el concepto de la minoría selecta: ... Al que se exige más que los demás, aunque no logre cumplir en su persona esas exigencias superiores. José Ortega y Gasset lamentaba el declive de la alta cultura en la sociedad de masas. La crítica a la sociedad de masas se terminó convirtiendo en un tópico utilizado por todas las posiciones, hasta las más extremas, del espectro político.
Por otra parte, lejano de la ideología de la Escuela de Frankfurt, y recogiendo las idea de Toqueville, se puede hablar de cómo la masa ha sido incorporada en la sociedad, aunque no ha resultado ser una sociedad masificada. Es decir, la masa es un conjunto conducido a través de los medios, pero dentro del cual siempre hay excepciones, individuos que quieren salir de la corriente donde se ven estancados. Sin embargo, las excepciones también forman parte de un conjunto, por tanto, se puede hablar de subconjuntos dentro de otros conjuntos, la individualidad del «yo único». Esto se debe en gran parte a la tarea mediatizadora de los medios, los grandes controladores de la opinión pública, que en ocasiones generan ellos mismos e incluso manipulan. Por ello, Bell dirá que la sociedad de masas se trata de una cultura de masas sin un centro de gravedad, sin un hilo central, porque precisamente es la variedad la que la conforma.

## La teoría de la aguja hipodérmica
También llamada teoría de la bala mágica y con el investigador en comunicación Harold Lasswell como referente, hace referencia al enorme poder de manipulación e influencia de los medios de comunicación sobre la sociedad y su ideología. Esta teoría surgió a causa de las fuertes obras propagandísticas que se llevaron a cabo durante los períodos de la Primera y Segunda Guerra Mundial. El término de «bala mágica» se refiere a la información como una bala disparada a la cabeza del espectador, pasivo y vulnerable, siendo los medios de comunicación la pistola ejecutora.